# جون ويليس
جون ويليس (31 أغسطس 1886 في المملكة المتحدة - 21 سبتمبر 1963 في المملكة المتحدة) (بالإنجليزية: John Willis)‏ هو لاعب كريكت بريطاني (وحمل سابقاً جنسية المملكة المتحدة لبريطانيا العظمى وأيرلندا). لعب مع نادي مقاطعة نورثامبتونشير للكريكت ‏.

## وصلات خارجية
- جون ويليس على موقع إي آس بي آن كريك إنفو (الإنجليزية)